# I Want It All
I Want It All is de eerste single van het dertiende studioalbum The Miracle uit 1989, van de Britse rockgroep Queen. Het nummer is geschreven door gitarist Brian May, die ook een gedeelte van de zang voor zijn rekening neemt. Op het album staat de hele band als schrijver vermeld omdat dit sinds 1989 het beleid van Queen was. Op 2 mei van dat jaar werd het nummer wereldwijd op single uitgebracht.

## Achtergrond
Het lied is een hardrocknummer en de thema's volgens Brian May zijn het hebben van ambities en opkomen voor je doelen. Hierdoor is het nummer in Zuid-Afrika een bekend protestnummer tegen apartheid en als nummer voor homorechten. De inspiratie voor het nummer kwam van Anita Dobson, de vrouw van May, die regelmatig zei: "I want it all and I want it now".
De single-uitvoering is duidelijk verschillend van de albumversie. De gitaarintro is vervangen door a capella zang en de gitaarsolo is ingekort.
"I Want It All" was ook het eerste Queen-nummer dat Freddie Mercury nooit live heeft kunnen zingen, omdat er bij het album The Miracle geen livetour was en omdat Freddie eind november 1991 stierf aan de gevolgen van aids.
De plaat werd een wereldwijde hit en behaalde in thuisland het Verenigd Koninkrijk de 3e positie in de UK Singles Charts. Ook in Ierland, Finland en Nieuw-Zeeland wrrd de 3e positie bereikt. In Australië de 10e, de VS de 50e, Canada de 34e, Zweden de 14e, Duitsland de 9e  Oostenrijk de 11e, Zwitserland en de Eurochart Hot 100 de 8e.
In Nederland werd de plaat in de lente van 1989 veel gedraaid op Radio 3 en wrrd een grote hit in de destijds twee landelijke hitlijsten op de nationale publieke popzender. De plaat bereikte de 2e positie in zowel de Nederlandse Top 40 als de Nationale Hitparade Top 100.
In België bereikte de plaat de 10e positie in de voorloper van de Vlaamse Ultratop 50 en de 11e positie in de Vlaamse Radio 2 Top 30. In Wallonië werd géén notering behaald.
In de sinds december 1999 jaarlijks uitgezonden NPO Radio 2 Top 2000 van de Nederlandse publieke radiozender NPO Radio 2 stond de plaat in 2007 voor het eerst in de lijst en staat sinds december 2009 onafgebroken genoteerd, met als hoogste notering tot nu toe een 422e positie in 2018.

## Videoclip
- De videoclip laat een optreden van Queen zien, zoals de band vaker deed bij een videoclip. De hele band is gekleed in zwarte broek en een wit overhemd met een stropdas (waarbij drummer Roger Taylor nog een leren jas draagt). Het optreden vindt plaats in een pakhuis en is geregisseerd door David Mallet. Het is de enige single van het album The Miracle dat niet is geregisseerd door DoRo.

- In de videoclip zijn camera's en leden van de filmploeg te zien op de achtergrond.

In Nederland werd de videoclip destijds op televisie (Nederland 2) uitgezonden door Veronica in de tv-versie van de Nederlandse Top 40 en het popprogramma Countdown en door de TROS in het popprogramma Popformule.

## Hitnoteringen

### Nationale Hitparade Top 100
| I want it all in de Nationale Hitparade Top 100 - binnen: 13-05-1989 | I want it all in de Nationale Hitparade Top 100 - binnen: 13-05-1989 | I want it all in de Nationale Hitparade Top 100 - binnen: 13-05-1989 | I want it all in de Nationale Hitparade Top 100 - binnen: 13-05-1989 | I want it all in de Nationale Hitparade Top 100 - binnen: 13-05-1989 | I want it all in de Nationale Hitparade Top 100 - binnen: 13-05-1989 | I want it all in de Nationale Hitparade Top 100 - binnen: 13-05-1989 | I want it all in de Nationale Hitparade Top 100 - binnen: 13-05-1989 | I want it all in de Nationale Hitparade Top 100 - binnen: 13-05-1989 | I want it all in de Nationale Hitparade Top 100 - binnen: 13-05-1989 | I want it all in de Nationale Hitparade Top 100 - binnen: 13-05-1989 | I want it all in de Nationale Hitparade Top 100 - binnen: 13-05-1989 | I want it all in de Nationale Hitparade Top 100 - binnen: 13-05-1989 | I want it all in de Nationale Hitparade Top 100 - binnen: 13-05-1989 | I want it all in de Nationale Hitparade Top 100 - binnen: 13-05-1989 | I want it all in de Nationale Hitparade Top 100 - binnen: 13-05-1989 |
| Week                                                                 | 1                                                                    | 2                                                                    | 3                                                                    | 4                                                                    | 5                                                                    | 6                                                                    | 7                                                                    | 8                                                                    | 9                                                                    | 10                                                                   | 11                                                                   | 12                                                                   | 13                                                                   | 14                                                                   |                                                                      |
| -------------------------------------------------------------------- | -------------------------------------------------------------------- | -------------------------------------------------------------------- | -------------------------------------------------------------------- | -------------------------------------------------------------------- | -------------------------------------------------------------------- | -------------------------------------------------------------------- | -------------------------------------------------------------------- | -------------------------------------------------------------------- | -------------------------------------------------------------------- | -------------------------------------------------------------------- | -------------------------------------------------------------------- | -------------------------------------------------------------------- | -------------------------------------------------------------------- | -------------------------------------------------------------------- | -------------------------------------------------------------------- |
| Nummer                                                               | 67                                                                   | 21                                                                   | 11                                                                   | 4                                                                    | 2                                                                    | 2                                                                    | 3                                                                    | 4                                                                    | 7                                                                    | 17                                                                   | 32                                                                   | 45                                                                   | 64                                                                   | 92                                                                   | uit                                                                  |

### Nederlandse Top 40
Hitnotering: aantal weken = 10. Hoogste notering: #2.

### NPO Radio 2 Top 2000
| Nummer met noteringen in de NPO Radio 2 Top 2000 | '07  | '08 | '09 | '10 | '11 | '12 | '13 | '14 | '15 | '16 | '17 | '18 | '19 | '20 | '21 | '22 | '23 | '24  |
| ------------------------------------------------ | ---- | --- | --- | --- | --- | --- | --- | --- | --- | --- | --- | --- | --- | --- | --- | --- | --- | ---- |
| I Want It All                                    | 1163 | -   | 956 | 909 | 502 | 637 | 679 | 802 | 814 | 867 | 955 | 422 | 505 | 606 | 741 | 675 | 773 | 1179 |

1. ↑  Een '-' betekent dat het nummer niet was genoteerd en een vetgedrukt getal geeft de hoogste notering aan.
2. ↑  2007 was het eerste jaar met een notering voor dit nummer.